# 33274 Beaubingham
33274 Beaubingham este o planetă minoră (asteroid) din centura de asteroizi. A fost descoperită pe 23 aprilie 1998 la Experimental Test Site⁠(d) de Lincoln Near-Earth Asteroid Research. 
Obiectul prezintă o orbită caracterizată de o semiaxă mare de 2,5714312 UAi, o excentricitate de 0,1, o înclinație de 8,02426 ° în raport cu ecliptica.